# Morena verda

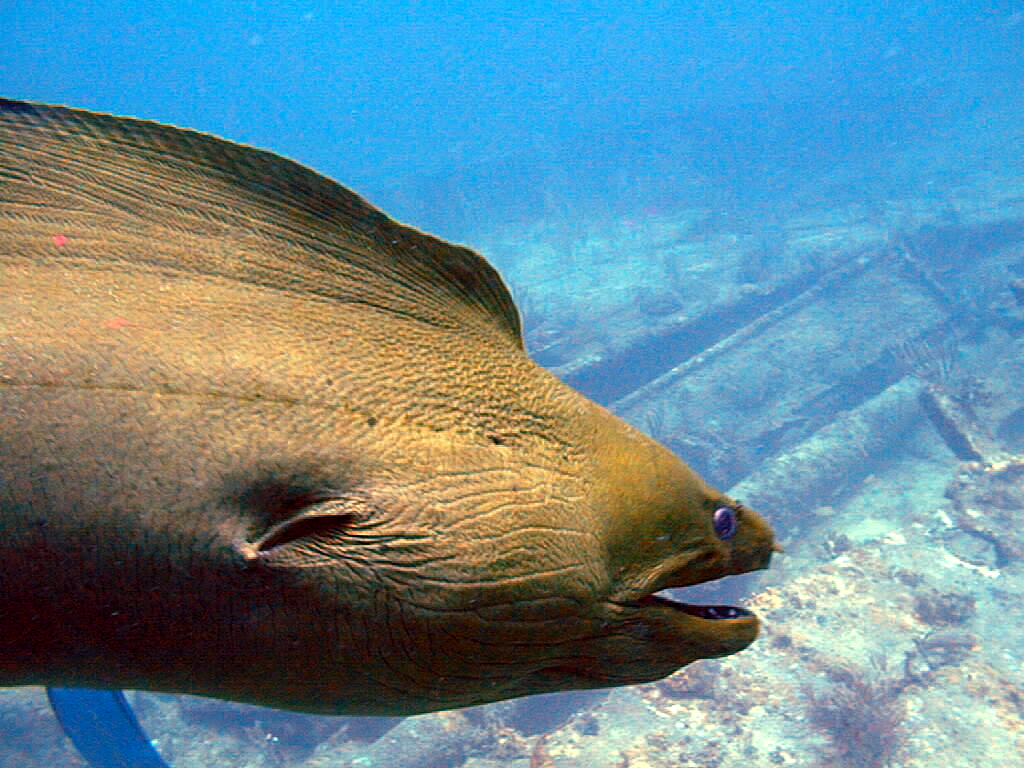
Exemplar fotografiat a Cuba.

La morena verda (Gymnothorax funebris) és una espècie de peix de la família dels murènids i de l'ordre dels anguil·liformes.

## Morfologia
Els mascles poden assolir els 250 cm de longitud total.

## Alimentació
Menja peixos que siguin prou petits perquè se'ls pugui empassar sencers o que puguin ser esquinçats en bocins manejables. També menja crustacis i cefalòpodes, mentre que les larves es nodreixen de diatomees, crustacis petits i zooplàncton.

## Hàbitat
Viu en zones intermareals, esculls de corall, manglars, roques, ports, praderies marines i d'altres àrees que siguin sobre fons sorrencs o fangosos.

## Distribució geogràfica
Es troba a l'Atlàntic occidental (des de Nova Jersey -Estats Units- i el nord del Golf de Mèxic fins al Brasil). També és present a l'Atlàntic oriental i al Pacífic oriental.

## Ús comercial
És un animal de gran interès per als bussejadors i turistes que visiten els esculls de corall i d'altres hàbitats naturals on és present. A més, es comercialitza com a mascota per als aficionats o aquaris públics que tinguin instal·lacions adequades per a mantenir-les, i, amb menys freqüència, és venuda com a aliment.